# 가와이촌 (미에현 아야마군)
가와이촌(河合村)은 미에현 아야마군에 설치되었던 촌이다. 현재의 이가시에 해당한다.
현재 이가시 북부, 간사이본선 사나구역 북동쪽 일대, 가와이강 하류에 해당한다. 

## 역사
- 1889년 4월 1일 - 정촌제 시행에 의해 야마다군 가와이촌이 성립하였다.
- 1896년 4월 1일 - 군제 시행에 의해 아야마군으로 변경되었다.
- 1954년 10월 1일 - 우에노시에 편입해, 동일 가와이촌은 폐지되었다.

## 교통
일본국유철도 간사이 본선이 촌을 통과했지만 역은 존재하지 않았다.

### 도로
- 국도 제25호선

## 참고문헌
- 角川日本地名大辞典 24 三重県